# 49e Match des étoiles de la Ligue nationale de hockey
Match précédent Match suivant
Le 49e Match des étoiles de la Ligue nationale de hockey fut tenu le 24 janvier 1999 dans le domicile du Lightning de Tampa Bay, le Ice Palace. L'équipe représentant l'Amérique du Nord l'emporta par la marque de 8 à 6 aux dépens du Reste du Monde. L'étoile de la rencontre fut Wayne Gretzky qui y amassa un but en plus de récolter deux mentions d'assistances.

## Effectif

### Amérique du Nord
- Entraîneur-chef : Ken Hitchcock ; Stars de Dallas.
- Entraîneur-adjoint : Jim Schoenfeld ; Coyotes de Phoenix.

Gardiens de buts
- 20 Ed Belfour, Canada ; Stars de Dallas.
- 30 Martin Brodeur, Canada ; Devils du New Jersey.
- 31 Ron Tugnutt[1], Canada ; Sénateurs d'Ottawa.

Défenseurs :
- 02 Al MacInnis, Canada ; Blues de Saint-Louis.
- 03 Rob Blake, Canada ; Kings de Los Angeles.
- 04 Scott Stevens, Canada ; Devils du New Jersey.
- 05 Darryl Sydor, Canada ; Stars de Dallas.
- 44 Chris Pronger, Canada ; Blues de Saint-Louis.
- 55 Larry Murphy, Canada ; Red Wings de Détroit.
- 77 Raymond Bourque, Canada ; Bruins de Boston.

Attaquants :
- 07 Keith Tkachuk, AG, États-Unis ; Coyotes de Phoenix
- 08 Mark Recchi, AD, Canada ; Canadiens de Montréal.
- 09 Paul Kariya, AG, Canada ; Mighty Ducks d'Anaheim.
- 10 John LeClair, AG, États-Unis ; Flyers de Philadelphie.
- 12 Tony Amonte, AD, États-Unis ; Blackhawks de Chicago.
- 14 Brendan Shanahan, AG, Canada ; Red Wings de Détroit.
- 17 Wendel Clark, AG, Canada ; Lightning de Tampa Bay.
- 21 Luc Robitaille, AG, Canada ; Kings de Los Angeles.
- 22 Keith Primeau, C, Canada ; Hurricanes de la Caroline.
- 27 Mike Modano, C, États-Unis ; Stars de Dallas.
- 74 Theoren Fleury, AD, Canada ; Flames de Calgary.
- 88 Eric Lindros[2], C, Canada ; Flyers de Philadelphie.
- 97 Jeremy Roenick, C, États-Unis ; Coyotes de Phoenix.
- 99 Wayne Gretzky, C, Canada ; Rangers de New York

### Reste du monde
- Entraîneur-chef : Lindy Ruff ; Sabres de Buffalo.
- Entraîneur-adjoint : Robbie Ftorek ; Devils du New Jersey.

Gardiens de buts
- 01 Arturs Irbe, Lettonie ; Hurricanes de la Caroline.
- 35 Nikolaï Khabibouline, Russie ; Coyotes de Phoenix.
- 39 Dominik Hašek, République tchèque ; Sabres de Buffalo.

Défenseurs :
- 02 Mattias Öhlund, Suède ; Canucks de Vancouver.
- 05 Nicklas Lidström, Suède ; Red Wings de Détroit.
- 14 Mattias Norström, Suède ; Kings de Los Angeles.
- 22 Roman Hamrlík, République Tchèque ; Oilers d'Edmonton.
- 27 Teppo Numminen[4], Finlande ; Coyotes de Phoenix.
- 44 Alekseï Jitnik, Russie ; Sabres de Buffalo.
- 56 Sergueï Zoubov, Russie ; Stars de Dallas.

Attaquants
- 08 Teemu Selänne, AD, Finlande ; Mighty Ducks d'Anaheim.
- 09 Markus Näslund, AD, Suède ; Canucks de Vancouver.
- 12 Peter Bondra, AD, Slovaquie ; Capitals de Washington.
- 13 Mats Sundin, C, Suède ; Maple Leafs de Toronto.
- 16 Bobby Holik, C, République Tchèque ; Devils du New Jersey.
- 19 Alekseï Iachine, C, Russie ; Sénateurs d'Ottawa.
- 20 Marco Sturm, C, Allemagne ; Sharks de San José.
- 21 Peter Forsberg, C, Suède ; Avalanche du Colorado.
- 25 Sergueï Krivokrassov, AD, Russie ; Predators de Nashville.
- 38 Pavol Demitra, AG, Slovaquie ; Blues de Saint-Louis.
- 68 Jaromír Jágr, AD, République Tchèque ; Penguins de Pittsburgh.
- 80 Dmitri Khristitch, AG, Russie ; Bruins de Boston.
- 82 Martin Straka, C, République Tchèque ; Penguins de Pittsburgh.

## Feuille de match
| No                                        | Score            | Équipe           | Buteur (Passeur(s))           | Temps            |                  |
| Première période                          | Première période | Première période | Première période              | Première période | Première période |
| ----------------------------------------- | ---------------- | ---------------- | ----------------------------- | ---------------- | ---------------- |
| 1                                         | 1-0              | Amérique         | Modano (Robitaille - Pronger) | 4:09             |                  |
| 2                                         | 1-1              | Monde            | Sturm (Forsberg - Sundin)     | 9:42             |                  |
| 3                                         | 2-1              | Amérique         | Robitaille (Roenick - Clark)  | 10:06            |                  |
| 4                                         | 3-1              | Amérique         | Kariya (Amonte - Modano)      | 16:45            |                  |
| 5                                         | 4-1              | Amérique         | Recchi (Gretzky - Fleury)     | 17:18            |                  |
| Pénalité : MacInnis (Amér.) trébuché 7:22 |                  |                  |                               |                  |                  |
| Deuxième période                          |                  |                  |                               |                  |                  |
| 6                                         | 5-1              | Amérique         | Bourque (Modano)              | 0:17             |                  |
| 7                                         | 6-1              | Amérique         | Gretzky (Fleury - Pronger)    | 1:14             |                  |
| 8                                         | 6-2              | Monde            | Selänne (Yachine - Irbe)      | 2:02             |                  |
| 9                                         | 6-3              | Monde            | Demitra (Jitnik - Sundin)     | 8:59             |                  |
| 10                                        | 7-3              | Amérique         | Blake (Gretzky - Recchi)      | 14:23            |                  |
| 11                                        | 7-4              | Monde            | Öhlund (Sundin - Näslund)     | 15:08            |                  |
| Pénalité : Aucune                         |                  |                  |                               |                  |                  |
| Troisième période                         |                  |                  |                               |                  |                  |
| 12                                        | 7-5              | Monde            | Sundin (Öhlund - Jágr)        | 2:57             |                  |
| 13                                        | 8-5              | Amérique         | Sydor (Modano - Amonte)       | 4:02             |                  |
| 14                                        | 8-6              | Monde            | Zubov (Khristich - Holik)     | 4:20             |                  |
| Pénalité : Aucune                         |                  |                  |                               |                  |                  |

Gardiens :
- Amérique du Nord : Brodeur (1re période), Tugnutt (2e période), Belfour (3e période).
- Reste du monde : Hašek (1re période), Irbe (2e période), Khabibulin (3e période).

Tirs au but :
- Amérique (36) 09 - 15 - 12
- Monde (49) 19 - 15 - 15

Arbitres : Paul Devorski
Juges de ligne : Pierre Champoux, Brian Murphy